# Heterusia polymela
Heterusia polymela là một loài bướm đêm trong họ Geometridae.